# Venoy
Venoy es una localidad y comuna francesa situada en la región de Borgoña, departamento de Yonne, en el distrito de Auxerre y cantón de Auxerre-Est.

## Demografía
| 1 007 | 1 089 | 1 133 | 1 166 | 1 219 | 1 179 | 1 248 | 1 235 | 1 200 | 1 220 | 1 218 | 1 170 | 1 173 | 1 142 | 1 268 | 1 180 | 1 160 | 1 103 | 1 107 | 1 013 | 815 | 798 | 753 | 799 | 806 | 844 | 742 | 840 | 1 193 | 1 605 | 1 649 | 1 593 | 1 641 |
| Para los censos de 1962 a 1999 la población legal corresponde a la población sin duplicidades (Fuente: INSEE [Consultar]) |       |       |       |       |       |       |       |       |       |       |       |       |       |       |       |       |       |       |       |     |     |     |     |     |     |     |     |       |       |       |       |       |